# Cafe Metropole
 Café Metropole és una pel·lícula estatunidenca dirigida per Edward H. Griffith, estrenada el 1937. El guió de Café Metropole va ser escrit per l'actor i director Gregory Ratoff, que també té un paper secundari al film.

## Argument
Tyrone Power, playboy internacional que té el costum de passar xecs robats, deu diners a Victor Lobard, propietari del Cafè Metropole de París, i té només deu dies per tornar-los; la presó l'espera si fracassa. Pensa guanyar els diners en un casino. Lobard té una idea: Power accepta fer-se passar per un noble rus i atreure la rica hereva Loretta Young, de manera que Menjou pugui aconseguir els diners de la noia. Uns quants problemes: Power no és un molt bon impostor, un príncep rus real es presenta, i els dos joves s'enamoren.
Les rialles comencen a la primera escena, on un amanerat Christian Rub intenta recuperar un dels deutes de Power empunyant barroerament un revòlver carregat.

## Repartiment
- Loretta Young: Laura Ridgeway
- Tyrone Power: Alexis
- Adolphe Menjou: Victor Lobard
- Gregory Ratoff: Paul
- Charles Winninger: Joseph Ridgeway
- Helen Westley: Margaret Ridgeway
- Christian Rub: Maxl Schinner
- Ferdinand Gottschalk: Leon Monnet
- Georges Renavent: Charles
- Leonid Kinskey: Artista
- Hal K. Dawson: Arthur Cleveland Thorndyke
- Paul Porcasi: Funcionari de policia
- André Cheron: El crupier
- George Beranger: L'empleat